# Álex Craninx
Alexandro Marco Craninx Joostens (Málaga, 21 oktober 1995) is een Belgisch voetballer met Spaanse roots die als doelman voor IF Gnistan speelt.

## Carrière

### Jeugd en begin profcarrière
Craninx werd geboren in het Spaanse Málaga maar groeide op in San Cristóbal de La Laguna gelegen op het eiland Tenerife. Hij heeft een Belgische vader, die afkomstig is uit het Limburgse Sint-Truiden en een Spaanse moeder. Op vijfjarige leeftijd zette Craninx zijn eerste voetbalstappen bij het plaatselijke CD Laguna de Tenerife. Na hier acht jaar in de jeugd te hebben gespeeld stapte hij in 2008 over naar de jeugdploegen van UD Fuengirola Los Boliches, dit aangezien hij en zijn gezin opnieuw naar Málaga verhuisde. Hier werd Craninx drie jaar later opgemerkt door profclub Marbella FC dat hem overnam. Hier werd hij enkele maanden later al weggeplukt door de Spaanse topclub Real Madrid CF waar hij mocht aansluiten bij de jeugdploegen. In het seizoen 2013/14 mocht Craninx aansluiten bij het C-elftal van Real Madrid dat toen uitkwam in de Segunda División B, het derde hoogste niveau in Spanje. Vanaf het seizoen 2015/16 sloot hij aan bij Real Madrid Castilla, het B-elftal van Real dat toen gecoachd werd door Zinédine Zidane. Craninx werd hier tweede doelman van het team.
In de zomer van 2017 vertrok hij na een proefperiode naar de Nederlandse eersteklasser Sparta Rotterdam, als vervanger van Ricardo Kieboom.  Daar zou hij echter geen speelkansen krijgen en om deze reden vertrok hij eind januari 2018 opnieuw naar Spanje om er voor FC Cartagena te gaan spelen, toenmalige leider van Segunda División B Grupo IV.  Deze ploeg had door de kwetsuren van hun eerste doelman Pau Torres en derde doelman een personeelsprobleem op deze positie. Craninx zou zeven keer als reserve doelman op de bank plaats nemen, maar de eerste doelman herstelde zich snel. Tijdens de laatste wedstrijd van de reguliere competitie werd de ploeg kampioen van de groep IV, maar Craninx had daar geen bijdrage aan kunnen leveren. Zijn contract liep er eind dat seizoen af, waardoor Craninx de club al snel transfervrij verliet.

### Noorwegen
Op 27 juli 2018 tekende hij een tweeënhalfjarig contract bij de Noorse eersteklasser Molde FK. Op 1 mei 2019 kreeg Craninx voor het eerst speelkansen, hij mocht starten in het bekerduel tegen Eide/Omegn, een wedstrijd die Molde met ruime 5-0 cijfers won. Enkele weken later maakte hij zijn competitiedebuut in de wedstrijd tegen Tromsø IL. In de jaargang van 2019 kwam Craninx in heel wat wedstrijden aan spelen toe, in alle competities samen stond hij in 25 wedstrijden tussen de palen. Met Molde werd hij dat seizoen ook kampioen in Eliteserien, de Noorse hoogste divisie. Molde was tevreden met de prestaties van Craninx een bood hem daarom begin december 2019 een contractverlenging aan tot eind 2023.
In het seizoen 2020 verloor Craninx zijn plaats in doel weer aan de Zweedse doelman Andreas Linde. Molde leende de doelman daarom uit aan Lillestrøm SK, dat na een jaar afwezigheid weer zijn opwachting maakte in de Eliteserien. Na afloop van zijn uitleenbeurt aan Lillestrøm keerde hij terug naar Molde, dat hij in oktober 2022 als reservist kampioen zag worden.

### RFC Seraing
Op 31 januari 2022 werd Craninx opnieuw uitgeleend, ditmaal aan de Belgische eersteklasser RFC Seraing. Craninx werd er de doublure van eerste doelman Guillaume Dietsch en speelde geen enkele officiële wedstrijd voor de Luikse club. Seraing, dat bezig was aan zijn eerste seizoen op het hoogste niveau sinds de herlancering van de club, dwong dat seizoen het behoud in de Jupiler Pro League af na barragewedstrijden tegen RWDM.

### CF Fuenlabrada
Na afloop van zijn huurcontract bij Seraing keerde Craninx terug naar Noorwegen, waar hij in het najaar van 2022 geen enkele officiële wedstrijd speelde. In januari 2023 gingen speler en club dan ook uit elkaar. Begin februari 2023 ondertekende hij een contract tot het einde van het seizoen bij CF Fuenlabrada, dat toen uitkwam in de Primera Federación. Craninx groeide er meteen uit tot eerste doelman, waarop hij in de zomer van 2023 een extra jaar contract kreeg. In diezelfde zomer liep de doelman een kruisbandblessure op, mede hierdoor ging zijn seizoen 2023/24 volledig in rook op.

### IF Gnistan
In december 2024 ondertekende Craninx, die een klein halfjaar zonder club zat, een contract van één seizoen met optie op een extra seizoen bij de Finse eersteklasser IF Gnistan.

## Clubstatistieken
| Seizoen                        | Club                 | Competitie         | Competitie | Competitie | Beker | Beker | Europa | Europa | Totaal | Totaal |
| Seizoen                        | Club                 | Competitie         | Wed.       | Dlp.       | Wed.  | Dlp.  | Wed.   | Dlp.   | Wed.   | Dlp.   |
| ------------------------------ | -------------------- | ------------------ | ---------- | ---------- | ----- | ----- | ------ | ------ | ------ | ------ |
| 2013/14                        | Real Madrid C        | Segunda División B | 0          | 0          | —     | —     | —      | —      | 0      | 0      |
| 2014/15                        | Real Madrid C        | Tercera División   | 14         | 0          | —     | —     | —      | —      | 14     | 0      |
| 2015/16                        | Real Madrid Castilla | Segunda División B | 1          | 0          | —     | —     | —      | —      | 1      | 0      |
| 2016/17                        | Real Madrid Castilla | Segunda División B | 3          | 0          | —     | —     | —      | —      | 3      | 0      |
| 2017/18                        | Sparta Rotterdam     | Eredivisie         | 0          | 0          | 0     | 0     | —      | —      | 0      | 0      |
| 2017/18                        | FC Cartagena         | Segunda División B | 0          | 0          | 0     | 0     | —      | —      | 0      | 0      |
| 2018                           | Molde FK             | Eliteserien        | 0          | 0          | 0     | 0     | 0      | 0      | 0      | 0      |
| 2019                           | Molde FK             | Eliteserien        | 14         | 0          | 3     | 0     | 8      | 0      | 25     | 0      |
| 2020                           | Molde FK             | Eliteserien        | 3          | 0          | 0     | 0     | 0      | 0      | 3      | 0      |
| 2021                           | → Lillestrøm SK      | Eliteserien        | 2          | 0          | 0     | 0     | —      | —      | 2      | 0      |
| 2021                           | Molde FK             | Eliteserien        | 0          | 0          | 1     | 0     | 0      | 0      | 1      | 0      |
| 2021/22                        | → RFC Seraing        | Eerste klasse A    | 0          | 0          | 0     | 0     | —      | —      | 0      | 0      |
| 2022/23                        | CF Fuenlabrada       | Primera Federación | 16         | 0          | 0     | 0     | —      | —      | 16     | 0      |
| 2023/24                        | CF Fuenlabrada       | Primera Federación | 0          | 0          | 0     | 0     | —      | —      | 10     | 0      |
| Carrièretotaal                 | Carrièretotaal       | Carrièretotaal     | 53         | 0          | 4     | 0     | 8      | 0      | 65     | 0      |
| Bijgewerkt op 20 december 2024 |                      |                    |            |            |       |       |        |        |        |        |

## Interlandcarrière
Aangezien Craninx een Spaanse moeder en Belgische vader heeft kan hij voor beide nationale elftallen uitkomen. In 2013 ging hij in op een oproepingsbrief voor de U18 van het Belgisch voetbalelftal. Hij debuteerde op 14 maart 2013 in de interland tegen Griekenland. Craninx mocht aan de rust Lucas Pirard vervangen en wist in de 0-0 eindstand meteen voor een clean sheet te zorgen. Later dat jaar speelde Craninx ook nog één interland voor de U19-selectie van België onder leiding van bondscoach Gert Verheyen.

## Palmares
| Competitie         |              |              |              |              |
| Competitie         | Aantal       | Jaren        |              |              |
| FC Cartagena       | FC Cartagena | FC Cartagena | FC Cartagena | FC Cartagena |
| ------------------ | ------------ | ------------ | ------------ | ------------ |
| Segunda División B | 1x           | 2018         |              |              |
| Molde FK           |              |              |              |              |
| Eliteserien        | 1x           | 2019         |              |              |